# Барон Брэбурн
Барон Брэбурн из Брэбурна в графстве Кент — наследственный титул в системе Пэрства Соединенного Королевства.

## История
Титул барона Брэбурна был создан 26 мая 1880 года для либерального политика Эдварда Нэтчбулла-Хьюджессена (1829—1893), второго сына сэра Эдварда Нэтчбулла, 9-го баронета из Мершем-Хэтча (1781—1849). Ранее он представлял Сэндвич в Палате общин (1857—1880), а также занимал должности заместителя министра внутренних дел (1866, 1868—1871) и заместителя министра по делам колоний (1871—1874). В 1849 году лорд Брэбурн получил королевское разрешение на дополнительную фамилию «Хьюджессен», которую носила его бабка по материнской линии. Его сын, Эдвард Нэтчбулл-Хьюджессен, 2-й барон Брэбурн (1857—1909), представлял Рочестер в парламенте от либеральной партии (1889—1892).
В 1917 году его младший брат, Сесил Маркус Нэтчбулл-Хьюджессин, 4-й барон Брэбурн (1863—1933), который стал преемником своего племянника, 3-го барона, в 1915 году, унаследовал титул баронета из Мершем-Хэтча. С этого времени оба титула существуют вместе. 4-му барону наследовал его сын, Майкл Герберт Рудольф Нэтчбулл, пятый барон Брэбурн (1895—1939). Он был консервативным депутатом Палаты общин от Эшфорда (1931—1933), занимал должности губернатора Бомбея (1933—1937) и губернатора Бенгалии (1937—1939). С 1919 года лорд Брэбурн стал использовать только фамилию «Нэтчбулл».
Его старший сын, Нортон Сесил Майкл Нэтчбулл, 6-й барон Брэбурн (1922—1943), был убит во время Второй мировой войны, тогда титул перешел к младшему брату последнего, Джону Улику Нэтчбуллу, 7-му барону Брэбурну (1924—2005). Он был телевизионным продюсером. В 1946 году он женился на достопочтенной Патрисии Маунтбеттен (1924—2017), дочери флотоводца виконта Маунтбеттена (позже 1-го графа Маунтбеттена Бирманского). Их сын, Нортон Луис Филипп Нэтчбулл, 8-й барон Брэбурн (родился в 1947), ставший преемником своего отца в 2005 году, после смерти матери получил титул графа Маунтбеттена Бирманского.
Титул баронета Нэтчбулла из Мершем-Хэтча в графстве Кент (Баронетство Англии) был создан в 1641 году для Нортона Нэтчбулла (около 1602—1685), который представлял в Палате общин Англии Кент (1640) и Нью-Ромни (1640—1648, 1660—1679). Его сын, сэр Джон Нэтчбулл, 2-й баронет (около 1636—1696), также представлял в парламенте округа Нью-Ромни (1660—1661) и Кент (1685—1695). Его племянник, сэр Эдвард Нэтчбулл, 4-й баронет (1674—1730), заседал в парламенте от Рочестера (1702—1705), Кента (1713—1715, 1722—1727) и Лостуитиела (1728—1730). Его преемником стал его сын, сэр Уиндем Нэтчбулл, 5-й баронет (1699—1749), который служил высшим шерифом графства Кент в 1733 году. В 1746 году, получив разрешение парламента, он принял дополнительную фамилию «Уиндем», которую носил его дед по материнской линии. Его сын, сэр Уиндем Нэтчбулл-Уиндем, 6-й баронет (1737—1763), представлял Кент в парламенте (1760—1763). После его смерти титул перешел к его дяде, сэру Эдварду Нэтчбуллу, 7-му баронету (1704—1789). Он заседал в Ирландской палате общин от Армы (1727—1760). Его сын, сэр Эдвард Нэтчбулл, 8-й баронет (1760—1819), был высшим шерифом Кента в 1785 году и заседал в Палате общин от Кента (1790—1801, 1801—1802, 1806—1819).
Его преемником стал его сын, сэр Эдвард Нэтчбулл, 9-й баронет (1781—1849). Он представлял в Палате общин Кент (1819—1831) и Восточный Кент (1832—1845), а также занимал должности казначея вооруженных сил (1834—1835) и генерального казначея (1841—1845) в правительстве тори под руководством сэра Роберта Пиля. Его внук, сэр Уиндем Нэтчбулл, 12-й баронет (1844—1917), кратко представлял Восточный Кент в Палате общин (1875—1876). После его смерти в 1917 году титул унаследовал его двоюродный брат, Сесил Маркус Нэтчбулл-Хьюджессен, 4-й барон Брэбурн (1863—1933), который стал 13-м баронетом из Мершем-Хэтча.

## Баронеты Нэтчбулл из Мершем-Хэтча (1641)
- 1641—1685: Сэр Нортон Нэтчбулл, 1-й баронет (около 1602 — 5 февраля 1685), второй сын Томаса Нэтчбулла (ум. 1623)[1];
- 1685—1696: Сэр Джон Нэтчбулл, 2-й баронет (около 1636 — 15 декабря 1696), старший сын предыдущего[2];
- 1696—1712: Сэр Томас Нэтчбулл, 3-й баронет (умер в 1712), младший брат предыдущего[3];
- 1712—1730: Сэр Эдвард Нэтчбулл, 4-й баронет (умер 3 апреля 1730), старший сын предыдущего[4];
- 1730—1749: Сэр Уиндем Нэтчбулл-Уиндем, 5-й баронет (26 ноября 1699 — 3 июля 1749), старший сын предыдущего[5];
- 1749—1763: Сэр Уиндем Нэтчбулл-Уиндем, 6-й баронет (16 февраля 1737 — 26 сентября 1763), единственный сын предыдущего[6];
- 1763—1789: Сэр Эдвард Нэтчбулл, 7-й баронет (12 декабря 1704 — 21 ноября 1789), второй сын сэра Эдварда Нэтчбулла, 4-го баронета, дядя предыдущего[7];
- 1789—1819: Сэр Эдвард Нэтчбулл, 8-й баронет (около 1760 — 1 сентября 1819), единственный сын предыдущего[8];
- 1819—1849: Сэр Эдвард Нэтчбулл, 9-й баронет (20 декабря 1781 — 24 мая 1849), единственный сын предыдущего от первого брака[9];
- 1849—1868: Сэр Джозеф Нортон Нэтчбулл, 10-й баронет (10 июля 1808 — 2 февраля 1868), единственный сын предыдущего от первого брака[10];
- 1868—1871: Сэр Эдвард Нэтчбулл, 11-й баронет (26 апреля 1838 — 30 мая 1871), старший сын предыдущего[11];
- 1871—1917: Сэр Уиндем Нэтчбулл, 12-й баронет (9 августа 1844 — 4 июля 1917), младший брат предыдущего[12];
- 1917—1933: Сесил Маркус Нэтчбулл-Хьюджессен, 4-й барон Брэбурн и 13-й баронет (27 ноября 1863 — 15 февраля 1933), младший сын 1-го барона Брэбурна от второго брака[13].

Последующих баронетов смотрите ниже

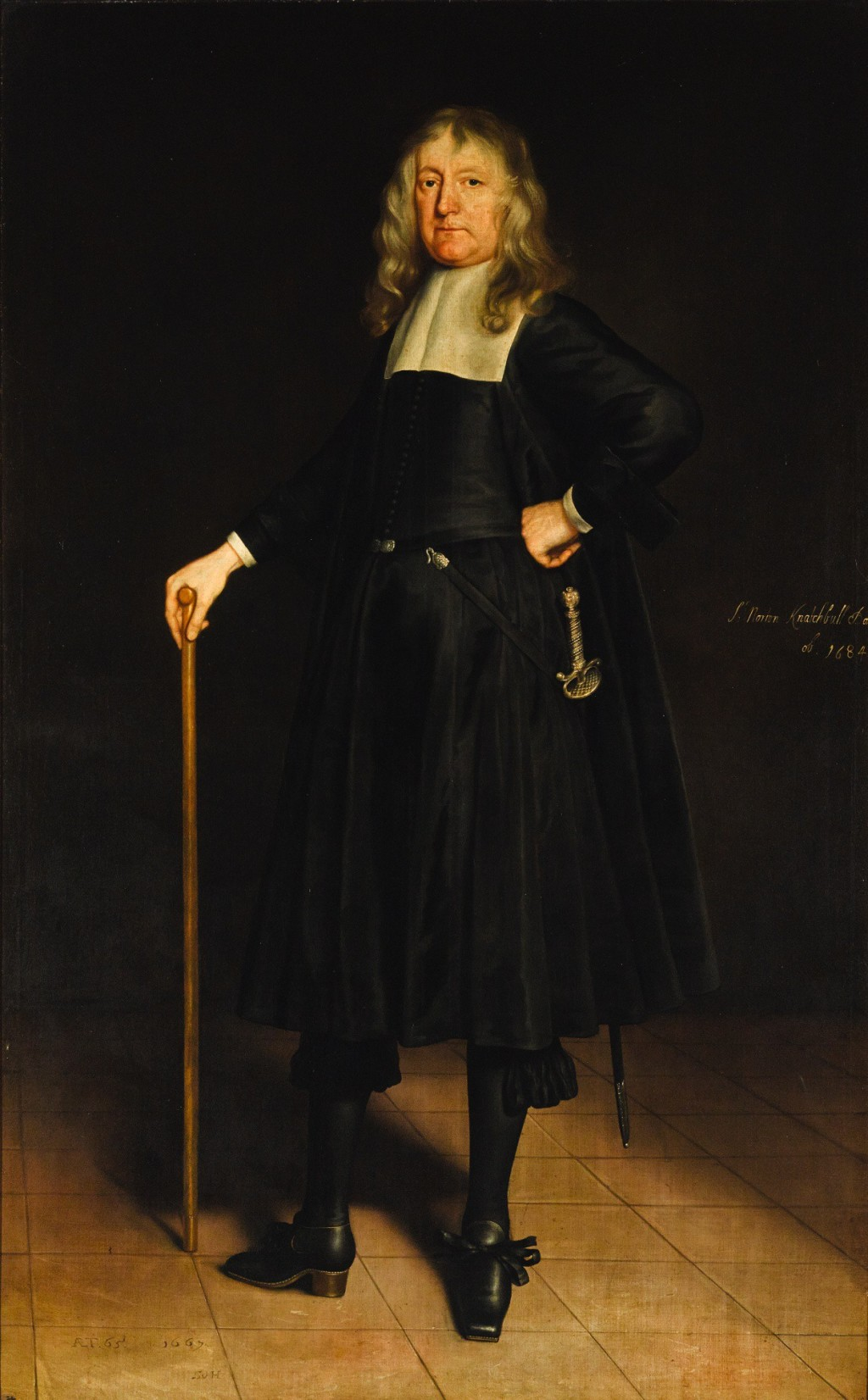
Сэр Нортон Нэтчбулл, 1-й баронет (ок. 1602—1685)
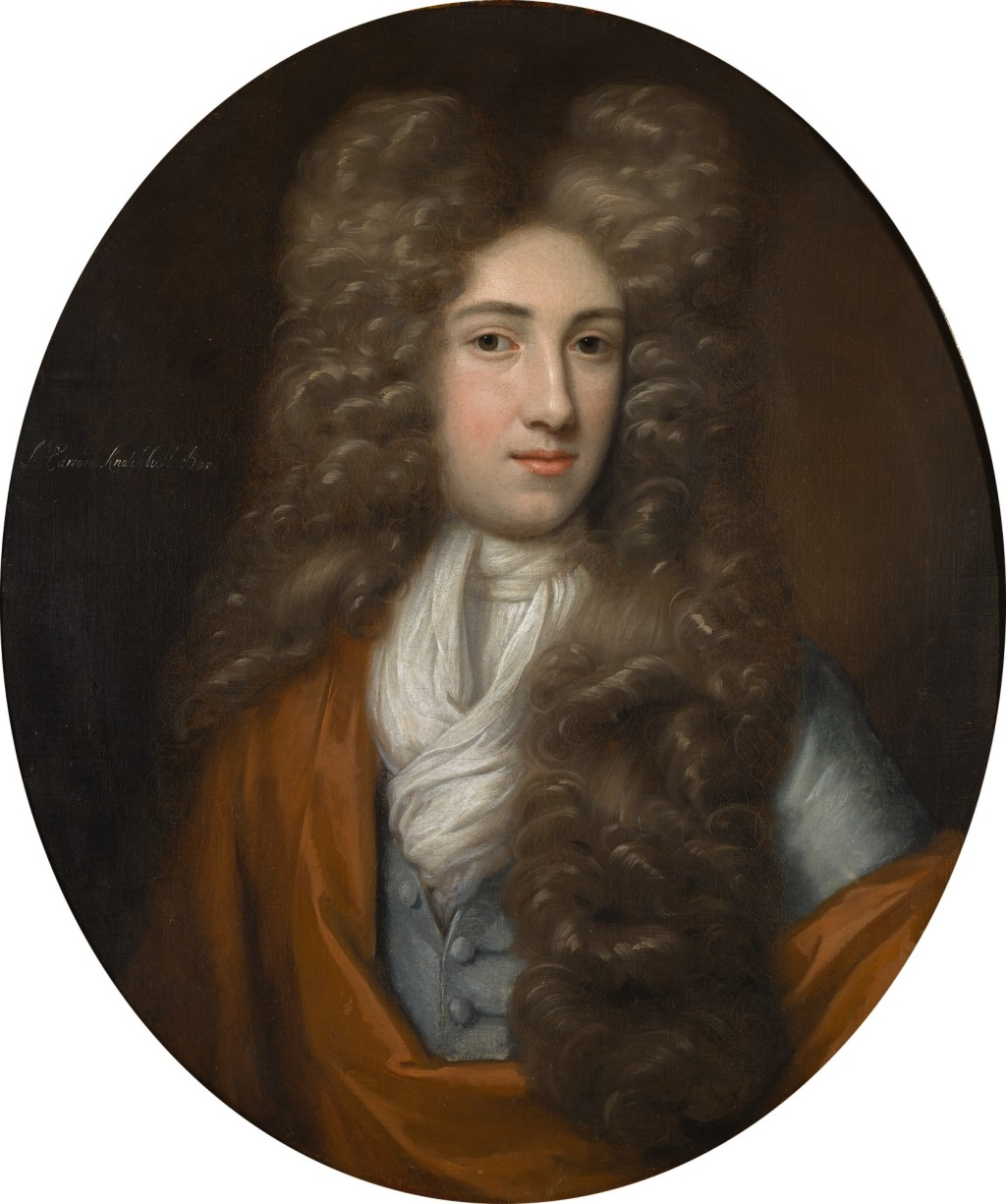
Сэр Эдвард Нэтчбулл, 4-й баронет (1674—1730)
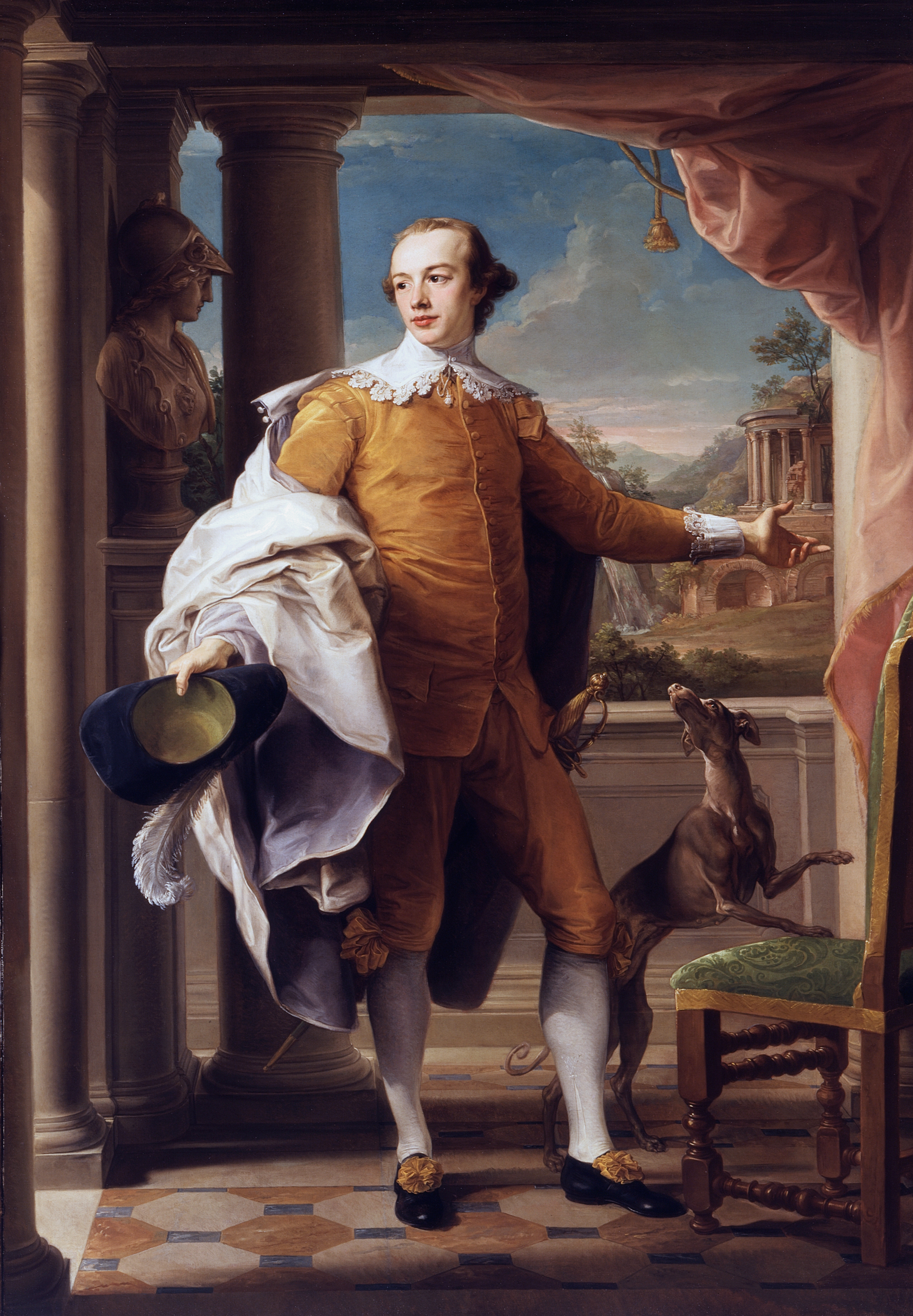
Сэр Уиндем Нэтчбулл-Уиндем, 6-й баронет (1737—1763)
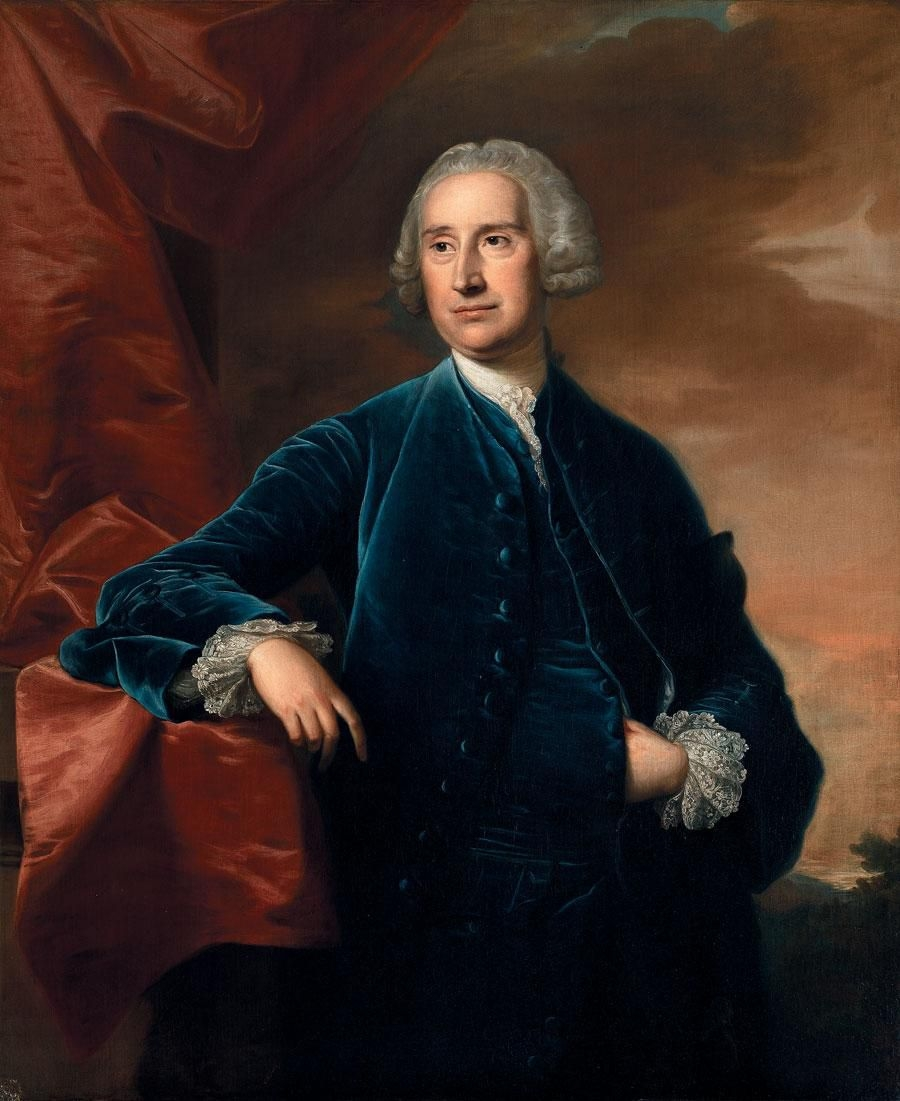
Сэр Эдвард Нэтчбулл, 7-й баронет (1704—1789)
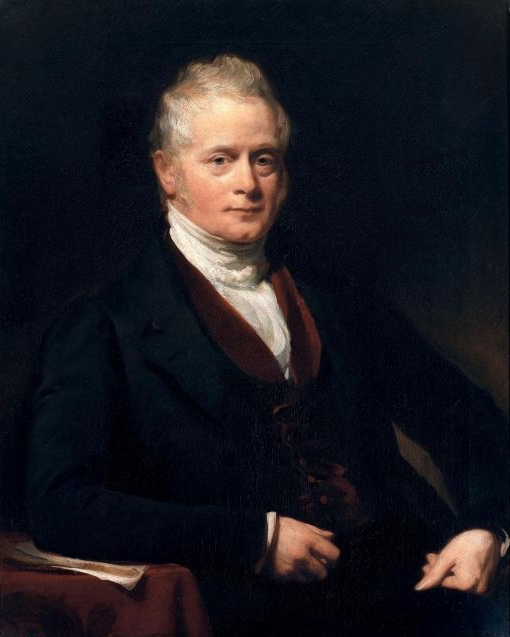
Сэр Эдвард Нэтчбулл, 9-й баронет (1781—1849)

## Бароны Брэбурн (1880)
- 1880—1893: Эдвард Хьюджессен Нэтчбулл-Хьюджессен, 1-й барон Брэбурн (29 апреля 1829 — 6 февраля 1893), старший сын сэра Эдварда Нэтчбулла, 9-го баронета (1781—1849), от второго брака[14];
- 1893—1909: Эдвард Нэтчбулл-Хьюджессен, 2-й барон Брэбурн (5 апреля 1857 — 29 декабря 1909), старший сын предыдущего от первого брака[15];
- 1909—1915: Уиндем Уэнтуорт Нэтчбулл-Хьюджессен, 3-й барон Брэбурн (21 сентября 1885 — 11 марта 1915), второй (младший) сын предыдущего[16];
- 1915—1933: Сесил Маркус Нэтчбулл-Хьюджессен, 4-й барон Брэбурн и 13-й баронет (27 ноября 1863 — 15 февраля 1933), второй (младший) сын 1-го барона Брэбурна от первого брака, дядя предыдущего[13];
- 1933—1939: Майкл Герберт Рудольф Нэтчбулл, 5-й барон Брэбурн и 14-й баронет (8 мая 1895 — 23 февраля 1939), единственный сын предыдущего[17];
- 1939—1943: Нортон Сесил Майкл Нэтчбулл, 6-й барон Брэбурн и 15-й баронет (11 февраля 1922 — 15 сентября 1943), старший сын предыдущего[18];
- 1943—2005: Джон Улик Нэтчбулл, 7-й барон Брэбурн и 16-й баронет (9 ноября 1924 — 22 сентября 2005), второй сын 5-го барона Брэбурна, младший брат предыдущего[19];
- 2005 — настоящее время: Нортон Луи Филипп Нэтчбулл, 3-й граф Маунтбеттен Бирманский, 8-й барон Брэбурн и 17-й баронет (родился 8 октября 1947), старший сын предыдущего[20];
  - Наследник титула: Николас Луис Чарльз Нортон Нэтчбулл (родился 15 мая 1981), единственный сын предыдущего[21].